# La 97.7 Radio
97.7 Radio Levante, antes llamada La 97.7 Radio o simplemente 97.7 Valencia fue una emisora de radio que emitió en casi toda la provincia de Valencia, lo que llegó a convertirla en la emisora valenciana líder en la Comunidad Valenciana. Su programación se basaba en su mayoría en la emisión de música, aunque también se emitían programas con temática valenciana, como informativos sobre las Fallas, los equipos de fútbol de la ciudad o información comarcal.
Formaba parte del grupo Editorial Prensa Ibérica desde el 22 de febrero del 2006, al que también pertenece el diario Levante-EMV, entre otros medios. Hasta entonces, había formado parte de la Compañía de Radiodifusión Intercontinental. La cadena tiene su origen en la antigua Radio Intercontinental, fundada en 1950, cuya frecuencia en Valencia fue sustituida en junio de 1984 por una radio de carácter más moderno y progresista, y con mayor entretenimiento, música e información de proximidad, llamada Intervalencia Radio. Esta radio duró hasta el 7 de octubre de 1992, cuando su frecuencia fue sustituida por la de la 97.7 Valencia.
En diciembre de 2020 el grupo Editorial Prensa Ibérica negoció con Radio María España la venta de la emisora, que ya estaba siendo desmantelada a causa de un ERE. Finalmente, el 26 de abril de 2021, sobre las 22:15 horas, la 97.7 Valencia cesó definitivamente sus emisiones, y su frecuencia fue sustituida por la de Radio María.

## Logotipos
| 1984 - 1992 | 1992 - 2006 | 2006 - 2017 | 2017 - 2021 |
| ----------- | ----------- | ----------- | ----------- |